# 2012 în literatură
- 2011 în literatură — 2012 în literatură — 2013 în literatură

2012 în literatură implică o serie de evenimente:

## Premiere

### Literatură
- Corban Addison - A Walk Across the Sun (3 ianuarie)
- Adam Johnson - The Orphan Master's Son (10 ianuarie)
- Edmund White – Jack Holmes and His Friend (25 ianuarie)
- Jan-Philipp Sendker - The Art of Hearing Heartbeats (31 ianuarie)
- Eowyn Ivey - The Snow Child (1 februarie)
- Dan Chaon – Stay Awake (7 februarie)
- Alex George - The Good American (7 februarie)
- John Irving – In One Person (8 mai)
- Peter Carey – The Chemistry of Tears (15 mai)
- Richard Ford – Canada (22 mai)
- Toni Morrison – Home (mai)[1]
- Marisha Pessl – Night Film (21 august)
- Harald Rosenløw Eeg — Hunger – Foame – (roman pentru tineret)

### Science Fiction & Fantasy
- Orson Scott Card - Shadows in Flight (17 ianuarie)
- Michael F. Flynn – In the Lion's Mouth (17 ianuarie)
- Saladin Ahmed – Throne of the Crescent Moon (7 februarie)
- Stephen Deas - The Order of the Scales  (7 februarie)
- Robin Hobb - City of Dragons (7 februarie)
- Karl Schroeder - Ashes of Candesce (14 februarie)
- John Barrowman și Carole Barrowman - Hollow Earth
- Tobias Buckell – Arctic Rising (28 februarie)
- Stephen King – The Wind Through the Keyhole (2 martie)
- Tim Powers – Hide Me Among the Graves (13 martie)
- Jon Courtenay Grimwood – The Outcast Blade (26 martie)
- Brian Francis Slattery – Lost Everything (10 aprilie)
- Mary Robinette Kowal - Glamour in Glass (10 aprilie)
- N. K. Jemisin – The Killing Moon (1 mai)
- China Mieville – Railsea (15 mai)
- Daniel Abraham – The King's Blood (22 mai)
- Ian C. Esslemont – Orb Sceptre Throne (22 mai)
- Mira Grant – Blackout (22 mai)
- L. E. Modesitt Jr. – Princeps (22 mai)
- Kim Stanley Robinson – 2312 (22 mai)
- Warren Hammond – Kop Killer (5 iunie)
- Paul Melko – Broken Universe (5 iunie)
- John Scalzi – Redshirts (5 iunie)
- Daniel Abraham (writing as James S.A. Corey) – Caliban's War (26 iunie)
- David Brin – Existence
- Alex Bledsoe – Wake of the Bloody Angel (3 iulie)
- Ian Tregillis – The Coldest War (17 iulie)
- Jay Lake – Calamity of So Long a Life
- Michael Moorcock – The Whispering Swarm
- Gene Wolfe – The Land Across

## Decese

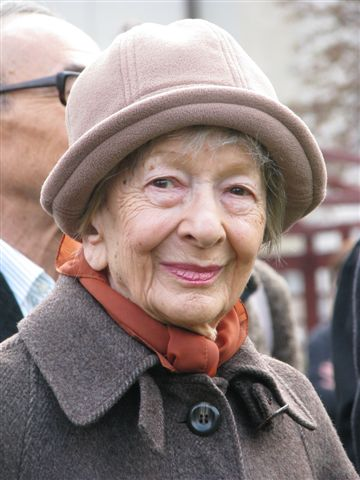
Wisława Szymborska

- 19 ianuarie - On Sarig, autor israelian de literatură pentru copii, 85 ani
- 1 februarie - Wisława Szymborska, poetă poloneză, Premiul Nobel pentru literatură (1996), 88 ani [2]
- 4 februarie - Irene McKinney, poet american, 72 ani [3]

## Premii

### Premii naționale
- Premiul Academiei Române
- Premiile Uniunii Scriitorilor din România
  - Premiul Național: Ion Pop
  - Poezie: Nicolae Prelipceanu, La pierderea speranței, Casa de Pariuri Literare
  - Proză: Florina Ilis, Viețile paralele, Cartea Românească
  - Teatru: Radu F. Alexandru, Teatru 7, Cartea Românească
  - Critică, eseu și istorie literară: Mircea Mihăieș, Ce rămâne. William Faulkner și misterele ținutului Yoknapatawpha, Polirom
  - Debut: Marius Chivu, Vîntureasa de plastic, Brumar
  - Cartea pentru copii și tineret: Nu s-a atribuit
  - Traduceri: Dinu Luca, Mo Yan, Obosit de viață, obosit de moarte, Humanitas
  - Premiul Fundației „Andrei Bantaș“: Irina Horea, J. M. Coetzee, Miezul verii, Humanitas
  - Premiul Special: Andrei Pleșu, Parabolele lui Iisus. Adevărul ca poveste, Humanitas
  - Premiul pentru Literatură în limbi ale minorităților: Goran Mrakić, Contraatac terorist, Uniunea Sârbilor din România
- Premiul ASPRO
- Premiul pentru proza „Liviu Rebreanu”: Vasile Baghiu, Planuri de viață, Polirom
- Premiul pentru poezie Nichita Stănescu
- Premiul revistei România literară
- Premiul ARA (Asociatia Română a editorilor si librarilor)
- Premiile revistei „Ateneu”
  - Premiul de excelență: George Bălăiță
  - Proză: Lucian Dan Teodorovici, Matei Brunul
  - Poezie: Cosmin Perța, Fără titlu
  - Publicistică: Ștefan Munteanu
  - Critică literară: Doris Mironescu, Viata lui M. Blecher. Impotriva biografiei
- Premiului literar „Augustin Frățilă”
- Premiile Ziarului de Iași
- Premiile Asociației Scriitorilor din Iași (ASI)
- Premiile revistei Observator cultural

### Premii internaționale
- Bollinger Everyman Wodehouse Prize — Terry Pratchett pentru Snuff
- Brücke Berlin: Péter Nádas (autor) și Christina Viragh (traducere) pentru Povestiri paralele
- Costa Book Award (roman) — Hilary Mantel pentru Bring up the Bodies
- Internationaler Literaturpreis – Haus der Kulturen der Welt: Mircea Cărtărescu (Autor); Gerhardt Csejka și Ferdinand Leopold (traducător) pentru Orbitor. Corpul
- Man Booker Prize for Fiction — Bring Up the Bodies de Hilary Mantel
- Premiul Nobel pentru Literatură — Mo Yan
- Premiul O.-Henry — Kindness de Yiyun Li și Corrie de Alice Munro
- Premiul de Stat al Austriei pentru Literatură Europeană — Patrick Modiano
- Prințesa de Asturia pentru Literatură — Philip Roth